# Hybauchenidium cymbadentatum
Hybauchenidium cymbadentatum is een spinnensoort in de taxonomische indeling van de hangmatspinnen (Linyphiidae).
Het dier behoort tot het geslacht Hybauchenidium. De wetenschappelijke naam van de soort werd voor het eerst geldig gepubliceerd in 1935 door Crosby & Bishop.